# Chlewo (województwo łódzkie)
Chlewo – wieś w Polsce położona w województwie łódzkim, w powiecie sieradzkim, w gminie Goszczanów.
We wsi znajduje się Zespół Szkół.
| SIMC    | Nazwa      | Rodzaj    |
| ------- | ---------- | --------- |
| 0703523 | Wojsławice | część wsi |

## Historia
Pierwotnie wzmiankowana w 1355 r. Gniazdo rodu Chlewskich h. Korab. Od XVII w. właścicielami Chlewa byli Poraici Biernaccy, po nich Niemojowscy i Strzeleccy.
W latach 1954–1971 wieś należała i była siedzibą władz gromady Chlewo, po jej zniesieniu w gromadzie Goszczanów. 
W latach 1975–1998 miejscowość administracyjnie należała do województwa sieradzkiego.

## Zabytki
Kościół św. Benedykta Opata z lat 1779-88, ufundowany zapisem testamentowym przez Pawła Biernackiego (zm. w 1716 r.). Budowla jednonawowa. Chór muzyczny wsparty na trzech arkadach. Prospekt organowy barokowo-klasycystyczny z XVIII/XIX w. Wyposażenie wnętrza przeważnie z XVIII w. Na uwagę zasługuje kopia kaliskiego obrazu Rubensa „ Zdjęcie z Krzyża”. Rzeźba Chrystusa Zmartwychwstałego zapewne z XVII w. Dwa krucyfiksy barokowe z XVIII w. Puszka mszalna na komunikanty z 1640 r. Cenne naczynia liturgiczne. Przykłady staropolskiej stolarki, mebli i zamków drzwiowych.
Na cmentarzu (tuż za bramą, 10 kroków w lewo-skos) jest grób Józefa Szumskiego (1844–1912), ojca Marii Dąbrowskiej, właściciela pobliskich Wojsławic, powstańca 1863 r., pierwowzoru Bogumiła Niechcica z „Nocy i dni”. W pobliżu – grupa dobrze zachowanych grobowców dawnych ziemian: Bogdaszewskich, Kawieckich, Łozińskich, Strzeleckich, Sokolnickich, Suchorskich Niemojowskich, Glotzów.
Według rejestru zabytków Narodowego Instytutu Dziedzictwa na listę zabytków wpisany jest obiekt:
- kościół parafialny pw. św. Benedykta, 1778, nr rej.: 825 z 13.02.1970

## Turystyka
Przez wieś prowadzi czerwony szlak „Powstańców 1863 r.” długości 52 km z Warty do Gruszczyc.